# Lucas Bravo
Lucas Bravo (Nizza, 1988. március 26. –) francia színész és modell. 

## Életútja
Lucas Bravo 1988. március 26-án született Nizzában, apja híres labdarúgó sztár, Daniel Bravo; anyja Éva Bravo olasz énekesnő, testvére Marie-Ève.
Korán érdeklődést mutatott a mozi és a színház iránt, színészi tanulmányait a Los Angeles-i American Academy of Dramatic Arts-ban végezte (2007-2010). Végzés után visszatért Franciaországba. Párizsban debütált; 2017-ben csatlakozott a Tiffany Stern által alapított „Actors Factory” c. színtársulathoz. Filmszínészként a nemzetközi ismertséget a Netflix egyik 2020-ban bemutatott romkom sorozata, az Emily Párizsban hozta meg számára (Gabriel szerepében), emellett számos nagy divatháznak (Chanel, Dior stb.) modellként dolgozik.

## Filmográfia

### Film
| Év   | Magyar cím                | Eredeti cím               | Szerep       | Magyar hang   |
| ---- | ------------------------- | ------------------------- | ------------ | ------------- |
| 2022 | Mrs. Harris Párizsba megy | Mrs. Harris Goes to Paris | André Fauvel |               |
| 2022 | Beugró a Paradicsomba     | Ticket to Paradise        | Paul         | Szatory Dávid |
| TBA  |                           | The Honeymoon             | Giorgio      |               |

### Televízió
| Év              | Magyar cím      | Eredeti cím                    | Szerep         | Megjegyzés |
| --------------- | --------------- | ------------------------------ | -------------- | ---------- |
| 2013            |                 | Sous le soleil de Saint-Tropez | Jeff           | 2 epizód   |
| 2015            |                 | T.O.C                          | Adrien         | 1 epizód   |
| 2016            |                 | Plus belle la vie              | Mathieu Grange | 1 epizód   |
| 2020–napjainkig | Emily Párizsban | Emily in Paris                 | Gabriel        | főszerep   |

## Fordítás
- Ez a szócikk részben vagy egészben  a   Lucas_Bravo című francia Wikipédia-szócikk fordításán alapul.  Az eredeti cikk szerkesztőit annak laptörténete sorolja fel. Ez a jelzés csupán a megfogalmazás eredetét és a szerzői jogokat jelzi, nem szolgál a cikkben szereplő információk forrásmegjelöléseként.